# Сура (приток Волги)
Сура́ (чув. Сăр, горномар. Шур, эрз. Сура лей) — большая река, правый приток Волги. Протекает по Ульяновской, Пензенской и Нижегородской областям, Мордовии, Марий Эл и Чувашии.
Длина реки — 841 км, площадь водосборного бассейна — 67 500 км². Средний расход воды в устье — 260 м³/с.
Берёт начало на Приволжской возвышенности в Ульяновской области у села Сурские Вершины и течёт сначала на запад, затем в основном на север. В низовьях сплавная и судоходная. Используется для промышленного водоснабжения. Крупнейший город на Суре — Пенза. На Суре расположены также города Сурск, Алатырь, Ядрин, Шумерля, в устье — пристань Васильсурск, село Курмыш. До XVI века по Суре проходила восточная граница Московского княжества.
Река используется для орошения, водоснабжения и рекреации.

## Этимология
Этимология названия не ясна. Топонимический словарь географа Е. М. Поспелова предлагает следующую версию:

У мордвы река называется Сура, иногда Суро, в языке горных мари Шур, сравнить с удмуртским шур «река», коми шор «ручей». Все это позволяет предполагать образование гидронима Сура из термина «река» на вымершем финно-угорском языке Поволжья.— Географические названия мира: Топонимический словарь. — М: АСТ. Поспелов Е.М. 2001
По другой версии:

…в татарском языке есть слово «соры́» (именно так называют Суру местные татары), означающее серый цвет, присущий сурской воде.— Нижегородские татары: этнические корни и исторические судьбы
В 1947 году селе Сабаново Пензенской области записана мордовская топонимическая легенда, в которой предлагается народная этимология:

В старинное время многие народы переселялись с места на место. Когда мордва пришла сюда, то на Волге уже жил какой-то народ. Мордва пришла к Волге, но те, которые там жили, не пустили её идти вниз по реке. Мордва вернулась назад, но сверху, с Волги; ходила туда-сюда, искала, где жить. Пришла на такое место, где в Волгу с юга течёт другая река. Старики вместе и стали советоваться: что делать, куда дальше идти? Один самый старый человек сказал: «Вот эта река, как палец, показывает, куда идти. Нам надо пойти по этой реке и там жить». Его послушались и пошли вверх по этой реке, там других народов тогда не было, никто не жил. А место было для охоты хорошее, лесов много. Так они и остались жить здесь. А реку стали называть Сур — она, как палец, им показала, где жить. Сур по-мордовски — «палец».— Устно-поэтическое творчество мордовского народа. Том X. — Саранск, 1983. С. 230.

## Характеристика
Питание смешанное, с преобладанием снегового. Половодье в апреле — мае. Замерзает в ноябре — декабре, вскрывается в конце марта — апреле. После сооружения Сурского водохранилища река имеет регулируемый сток.

## История
В XVI веке река Сура являлась пограничным водотоком. Дипломат и путешественник С. Герберштейн, посетивший Россию в 1517 и 1526 гг., писал: «Река Сура разделяет владения царей Московского и Казанского, она течёт с юга и, повернув на восток, впадает в Волгу в двадцати восьми милях ниже Новгорода. При слиянии Волги и Суры, на одном из берегов, государь Василий воздвиг крепость и назвал по своему имени Василёвгородом (Basilowgorod)». С построением этой крепости русские практически взяли под свой контроль всю реку.
В 1557 году князь А. М. Курбский, прибывший с отрядом на Суру во время похода царя Ивана Грозного на Казань, назвал её «великой рекой, где зело много рыб». В XVII веке на Суре и её притоках были построены города-крепости: Саранск (в 1641 году), Пенза (в 1663 году) и др. Вероятно, первым упоминанием об ихтиофауне Суры были сведения о г. Пензе в Геральдическую контору в 1728 г.: «А оный город построен при реке Пензе и Суре … А в означенных реках и при тех реках и озёрах рыбы: щуки, лини, налимы, сомы, язи, плотва, судаки, лещи, окуни, караси».
Первая исследовательская работа в бассейне Суры была проведена экспедицией П. С. Палласа в 1768 году. Её маршрут проходил по Нижегородской и Пензенской губерниям.

## Климат
Бассейн располагается в умеренно континентальном климате, который характеризуется холодной зимой и умеренно жарким летом. Территория находится под воздействием воздушных масс умеренных широт, переносимых господствующими западными ветрами. Средняя температура самого жаркого месяца, июля — 18—19 °C; самого холодного, января — от −11 до −12 °C. Среднегодовая температура около 4 °C, влажность — 75 %. Снежный покров в среднем устанавливается в 15-20-х числах ноября и держится 150—160 дней.

## Растительный и животный мир
Современный видовой состав рыбного населения Сурского бассейна составляет 50 таксонов, из которых туводными являются 37 видов, интродуцентами — 13, проходные виды в настоящее время не отмечены. Основная часть видов встречается в русле Суры (42) и в крупных притоках (34). В большинстве водоёмов и водотоков сурского бассейна встречается только 7 видов рыб: щука, верховка, обыкновенный голец, серебряный карась, плотва и окунь. Встречаемость карпа во многих реках обусловлена его попаданием из прудовых хозяйств. Исключительно в русле Суры отмечены 5 видов: тюлька, угорь, синец, берш. Только в прудах и водохранилище отмечено 3 вида: белый амур, буффало и пёстрый толстолобик. Однако многие интродуценты «убегают» из хозяйств, что определяет их появление в руслах рек. В 2008 году сотрудниками ГосНИОРХ в нижнем течении Суры (28 км судового хода вверх по течению) отмечен бычок-кругляк. Из 37 видов, занесённых в региональные Красные книги, в водах Сурского бассейна обитают и/или обитали 29 видов.
Из млекопитающих водятся: бобр обыкновенный, ондатра, норка. Иногда на водопой из окрестных лесов выходят кабаны.
- Амфибии: лягушка прудовая и озёрная, редко встречаются жабы.
- Рептилии: уж обыкновенный.
- Членистоногие: стрекозы красотки и многие другие виды, водомерка прудовая. Встречаются раки.
- Моллюски: беззубки, перловицы, прудовики.

В долине Суры на территории Алатырского района (9025 га) расположена основная часть Присурского заповедника.

### Ихтиофауна
В конце XIX века в уездах Алатырский, Курмышский, Ардатовский Симбирской губернии в уловах отмечались: окунь, судак, лещ, голавль, стерлядь, язь, сазан, карась, щука, плотва, налим, белуга, линь, осётр, сельдь, сом и подуст.
Истоки Суры довольно бедны по составу ихтиофауны и насчитывает 9 видов рыб: речной гольян, верховка, щука, окунь, налим, обыкновенный подкаменщик, усатый голец, сибирская и обыкновенная щиповки. В последние годы благодаря средопреобразующей деятельности бобра гидрорежим верховий Суры существенно изменился. Происходит замена типично «ручьевой» реофильной фауны на лимнофильную. Если раньше более 90 % всех уловов составлял речной гольян, то сейчас наибольшей численности здесь достигает усатый голец, окунь и верховка.
На участке от села Явлейка до посёлка Чаадаевка ихтиофауна ещё носит выраженный реофильный «характер», а лимнофильные виды пока имеют невысокую численность. Среди реофилов рыбное население представлено: голавлём, ельцом, быстрянкой, подустом, уклейкой, волжским пескарём. Довольно высокой численностью обладают плотва, окунь, щука.
На участке от Чаадаевки до села Колдаис, носит более выраженные лимнофильные черты. Среди видов, обладающих высокой численностью, можно выделить плотву, уклейку, окуня, леща. По данным А. В. Янкина здесь обитает около 28, а с учётом рыбного населения стариц — 31 вид. Во многом, такое высокое разнообразие ихтиофауны участка объясняется подпорным влиянием плотины Сурского водохранилища.
Наименьшим разнообразием отличается верхний участок, наибольшим — предустьевой участок. В настоящее время число видов в верхнем течении Суры — 33, в среднем — 29, в нижнем — 35. Самыми многочисленными и широко распространёнными на рассматриваемом участке русла реки являются уклейка и плотва, а самыми редкими — вьюн, сазан, стерлядь и берш. В целом, в русле реки отмечен 41 вид рыб, относящихся к 14 семействам:
- Eudontomyzon mariae
- Acipenser ruthenus
- Clupeonella cultriventris
- Esox lucius
- Anguilla anguilla
- Abramis brama
- Ballerus sapa
- Ballerus ballerus
- Alburnoides rossicus
- Alburnus alburnus
- Aspius aspius
- Blicca bjoerkna
- Carassius carassius
- Carassius gibelio
- Chondrostoma variabile
- Cyprinus carpio
- Gobio volgensis
- Leucaspius delineatus
- Squalius cephalus
- Leuciscus idus
- Leuciscus leuciscus
- Pelecus cultratus
- Phoxinus phoxinus
- Rhodeus amarus
- Romanogobio albipinnatus
- Rutilus rutilus
- Scardinius erythrophthalmus
- Tinca tinca
- Barbatula barbatula
- Cobitis melanoleuca
- Cobitis taenia
- Misgurnus fossilis
- Silurus glanis
- Lota lota
- Gymnocephalus cernuus
- Perca fluviatilis
- Sander lucioperca
- Sander volgensis
- Neogobius melanostomus
- Perccottus glenii
- Cottus gobio

Устьевой участок и нижнее течение Суры используется для промыслового лова.

## Притоки Суры
Крупнейшие притоки Суры — Уза, Алатырь, Пьяна и Барыш.

### Левые притоки
- Труёв
- Сюзюмка
- Кадада
- Колдаис
- Вежняньга
- Уза
- Пенза
- Пензятка
- Шелдоис
- Колоярка
- Шукша
- Кутля
- Пелетьма
- Вьяс
- Репьевка
- Умыс
- Синяш
- Нерлейка
- Большая Кша
- Чермелей
- Штырма
- Лаша
- Чеберчинка
- Промза
- Большая Сарка
- Малая Сарка
- Мокрый
- Алатырь
- Явлейка[14]
- Ичикса
- Елховка
- Меня
- Киша
- Медяна
- Пьяна
- Курмышка
- Урга
- Белавка
- Семьянка
- Огневка
- Чугунка

### Правые притоки
- Час
- Качимка
- Метлей
- Шкудимка
- Тешнярь
- Катмисс
- Юловка
- Ишимка
- Шнаево
- Медовка
- Вядя
- Иванырс
- Айва
- Инза
- Аргаш
- Тала
- Беловодье
- Барыш
- Иреть
- Кувалда
- Бездна
- Люля
- Атратка
- Пикшара
- Сиявка
- Киря
- Алгашка
- Мыслец
- Кумашка
- Кумажана
- Уревка
- Выла

## Галерея
- Сура при впадении в Волгу у Васильсурска.
- Сура в Пензе.
- Сура у села Качелай

## Видео
- Слияние рек Сура и Труёв в с. Первое Тарлаково (7.05.2022)
- Река Сура близ села Траханиотово (часть 1) (28.08.2020)
- Река Сура близ села Траханиотово (часть 2) (28.08.2020)
- Село Тихменево, река Сура, Кузнецкий район (9.05.2019)
- Верховья Суры, село Явлейка (9.05.2019)
- Пруд на Суре, с. Тихменево, Кузнецкий район (10.05.2019)